# Grégoire II de Naples
Grégoire II de Naples (né vers 750 mort en 794)   duc de Naples pendant 27 ans et 6 mois de 766 à 794.

## Biographie
Grégoire II est le fils aîné du duc  Étienne II de Naples. Lorsque son père obtient, après la mort de l’évêque de Paul II de Naples du Pape Paul Ier,  d'accéder à l'évêché de Naples cumulant ainsi le pouvoir civil et religieux dans la cité, il lui transmet formellement le pouvoir ducal en 766. Son gouvernement est marqué par la défaite infligée au duc Arigis II de Bénévent qui était entré en guerre contre le duché de Naples. Son frère cadet Caesarius reçoit le titre de Consul mais meurt dès 788. Lorsque  Grégoire II disparaît à son tour en 793 avant son père désigne alors pour lui succéder son gendre Théophylacte II de Naples

## Source
- (it) Enciclopedia Treccani: Gregorio II duca-di-Napoli